# Jean-François Espic
Jean-François Espic, cavaller de Lirou (París, Illa de França, 1740-1806) fou un músic francès.
Entrà en els mosqueters del rei, per als quals va compondre una marxa que tingué molta acceptació, i va escriure diversos llibrets d'òpera, entre d'altres, el de Diane et Endymion, amb música de Piccinni.
La seva obra més important és la titulada Explicationdu système de l'harmonie, pour abréger l'étude de la composition et acordar la practique avec la théorie (París, 1785).
L'autor d'aquest llibre és el primer escriptor francès que s'hagi separat completament de l'harmonia del sistema del baix fonamental de Rameau, per a cercar les lleis de successió dels acords en les relacions de tonalitat.